# Бради, Эрман
Эрман Хулио Бради Роче (исп. Herman Julio Brady Roche; 10 февраля 1921, Сантьяго — 16 мая 2011, Сантьяго) — чилийский генерал, участник военного переворота 1973, близкий соратник Аугусто Пиночета. Видный деятель военного режима, министр обороны в 1975—1978, затем до 1990 председатель Национальной энергетической комиссии. Активно проводил политику правящей хунты. После восстановления демократии привлекался к судебной ответственности, но осуждён не был.

## Армейская карьера
Происходил из среднего класса Сантьяго. Отец Эрмана Бради был чилийцем, мать — американского происхождения. Окончил Военное училище имени Бернардо О’Хиггинса. По военной специальности — офицер сухопутных войск. В 1949 повышал квалификацию на курсах в Форт-Беннинге. Служил в чилийской армии на различных командных должностях. В 1961—1967 преподавал стратегию и военную историю в Военной академии. Командовал пехотным полком в Темуко.
В среде чилийских офицеров Эрман Бради причислялся к наиболее проамериканским, имел тесные служебные и личные связи с США. В 1967—1969 находился в Вашингтоне, преподавал в Межамериканском колледже обороны. Вернувшись в Чили, в 1970 году в звании полковника был назначен командиром дивизии в Икике, затем переведён в Сантьяго.

## Отношения с правительством Альенде
В 1969 Эрман Бради подозревался в причастности к попытке государственного переворота, организованный генералом Роберто Вио, дабы не допустить избрания социалиста Сальвадора Альенде президентом Чили. По этой причине Сенат Чили возражал против присвоения Бради генеральского звания. Однако президент Альенде относился к Бради с доверием и вместе с министром обороны Хосе Тоа в марте 1972 настоял на присвоении. Генерал Бради был назначен командующим 2-й армейской дивизией и столичным гарнизоном.
Сам Бради также позиционировался как сторонник президента. Он осудил публичную критику главнокомандующего вооружёнными силами Чили Карлоса Пратса со стороны группы генеральских жён (в том числе жены Оскара Бонильи и жены Хавьера Паласиоса), назвал их выступление «подстрекательством к мятежу». В 1973 генерал Бради посетил СССР в составе чилийской военной делегации.
В то же время с 1972 Эрман Бради примыкал к военному заговору против Альенде. Участвовал в тайных совещаниях с такими военачальниками, как генералы Густаво Ли, Серхио Арельяно, Рауль Бенавидес, Вашингтон Карраско, Хавьер Паласиос, Патрисио Карвахаль, Сесар Мендоса, Никанор Диас Эстрада, адмирал Хосе Торибио Мерино — очевидные противники правящего Народного единства (UP). Двойственность позиции Бради была замечена в правительстве Альенде. Генерал Пратс и министр обороны Орландо Летельер считали его лояльность показной и планировали отправить в отставку.

## Генерал и министр Пиночета
11 сентября 1973 Эрман Бради полностью поддержал Правительственную хунту генерала Аугусто Пиночета. Бради принял активное участие в военном перевороте. Именно он, как командующий гарнизоном Сантьяго, организовал захват Столичного региона. По его приказу были подняты войска, генералы Арельяно и Бенавидес заняли ключевые пункты и установили контроль над столицей. Генерал Пиночет впоследствии особо отмечал заслуги генерала Бради.
В первые месяцы военного режима Бради активно участвовал в политических репрессиях. Предполагается, что по его приказу были похищены, после чего пропали без вести 12 деятелей UP и членов GAP, захваченных при штурме президентского дворца Ла-Монеда. Являясь военным судьёй Сантьяго, Бради выносил решения по судьбе арестованных оппозиционеров. С другой стороны, Бради закрыл уголовное дело об антиальендевском мятеже «танкетасо», ранее возбуждённое в отношении подполковника Роберто Супера, лейтенанта Эдвина Димтера Бьянки и их сообщников.
В 1975—1977 Эрман Бради занимал должность министра обороны. На этом посту он сменил Оскара Бонилью — имевшего разногласия с Пиночетом и погибшего в авиакатастрофе при неясных обстоятельствах. Проявлял полную лояльность Пиночету, входил в его ближайшее окружение. Переворот 11 сентября 1973 года вместе с хунтой совершили 26 генералов. Пять лет спустя на действительной службе оставались лишь 4 из них — в том числе Эрман Бради (наряду с Раулем Бенавидесом, Вашингтоном Карраско и Карлосом Форестером).
Генерал Бради, в отличие от генерала Бонильи, выступал проводником жёсткого курса. Поддерживал репрессии тайной полиции ДИНА, являлся политическим союзником Мануэля Контрераса. Его уход с министерского поста в апреле 1978 связывался с изменением карательной политики — преобразованием ДИНА в СЕНИ и отставкой Контрераса. Таков был результат международного скандала после убийства Орландо Летельера, совершённого агентами ДИНА на территории США.
В 1979 Эрман Бради уволился в запас с военной службы. Но его государственная деятельность на этом не прекратилась: он занял важный пост председателя Национальной энергетической комиссии. В этой должности оставался до упразднения военного режима в 1990 году.

## Попытки привлечения
После восстановления демократии Эрман Бради занимался частным бизнесом в сфере охраны и безопасности. В 2001 году испанский судья Бальтасар Гарсон выдал ордер на арест Бради по обвинению в причастности к убийству агентами ДИНА испанского дипломата Кармело Сориа. В марте 2004 ему было предъявлено обвинение в похищении 12 человек из Ла-Монеды. Кроме того, вместе с Пиночетом и несколькими другими генералами, он привлекался к суду по делу об убийстве Виктора Хары.
Эти обвинения были аннулированы судебными решениями из-за состояния здоровья престарелого Бради. В то же время во Франции он был заочно осуждён на 30 лет заключения за исчезновение четырёх французских граждан.
В 2003 Эрман Бради подписал письмо восьми отставных военачальников в поддержку Пиночета, в котором отвергались обвинения в нарушении прав человека.

## Кончина
Скончался 16 мая 2011 года в военном госпитале Сантьяго после двух лет пребывания в вегетативном состоянии. Похоронен на престижном Общем кладбище Сантьяго (где покоятся, в частности, Сальвадор Альенде и Виктор Хара).